# سکارئوارازو (اوئانکاولیکا)
سکارئوارازو (به اسپانیایی: Ccarhuarazo) یک کوه در پرو است که در منطقه اوئانکاولیکا واقع شده‌است. سکارئوارازو ۵٬۱۶۹ متر بالاتر از سطح دریا واقع شده‌است.